# Жили-были мысли…
Жили-были мысли (укр. Жили собі думки...) — мультфильм Владимира Гончарова, снятый в 1983 году студией «Киевнаучфильм».

## Сюжет
В сказочной стране растёт волшебное дерево, на котором живут мысли. Каждая занята своим делом: Умная мысль читает, Глупая расчесывается гребешком без зубьев, Злая варит колдовские зелья, Весёлая качается на качелях, Добрая кормит птиц, а Чудная Мысль ходит по сказочному городу, играет на флейте и ищет загадочного, никому не известного мастера. У Мыслей своё отношение к поведению сестрицы: Весёлая мысль смеётся над ней, Злая и Глупая не одобряют её «чудачества», и лишь Добрая и Умная мысли хорошо к ней относятся. Умная мысль даже говорит: «Если наша сестрица найдёт своего мастера, в городе произойдёт что-то необыкновенное». Но вот, когда Чудная Мысль гуляет по городу, она сначала встречает молодого сапожника, который не расслышал её мелодию, а напротив, доверился Глупой мысли и нанес себе удар молотком по носу, чтобы убить комара. Разъяренный сапожник погнался с молотком за детьми, но добрая мысль его остановила, перебинтовала его нос и угостила пирожком из корзины пекаря, которому перед этим тоже досталось от Злой мысли. Чуть позже Чудная мысль замечает молодого человека, строящего что-то. Звуки флейты Чудной Мысли доходят до ушей Мастера и он за одну ночь сумел выстроить волшебный фонтан. В тот же день в городе наступает праздник. Все радуются, а Умная Мысль говорит: «Как видите, я оказалась права — в нашем городе праздник! В другом волшебном букваре сказано: корзинус-оспиринус-ко, что значит: „Сказки, фейерверки, фонтаны и разноцветные леденцы придумали чудаки“». Все счастливы, а Мысли на празднике веселили всех: Глупая устроила фейерверк из пушки, Умная играла на колокольчиках, Весёлая — на гитаре, Злая мысль танцевала, а Чудная играла на своей дудочке.

## Создатели
| автор сценария            | Александр Костинский                                                                                    |
| кинорежиссёр              | Владимир Гончаров                                                                                       |
| художник-постановщик      | Нина Гузь                                                                                               |
| композитор                | Яков Лапинский                                                                                          |
| кинооператор              | Александр Мухин                                                                                         |
| звукооператор             | Игорь Погон                                                                                             |
| художники-мультипликаторы | Александр Викен, Нина Чурилова, Игорь Ковалёв, Эльвира Перетятько, Василий Врублевский, Исаак Бородавко |
| художник                  | А. Назаренко                                                                                            |
| ассистенты                | Людмила Врублевская, М. Вальцис, Ирина Сергеева                                                         |
| монтаж                    | Юны Сребницкой                                                                                          |
| редактор                  | Светлана Куценко                                                                                        |
| директор картины          | Иван Мазепа                                                                                             |

## Переиздания на DVD
- Мультфильм издавался на DVD-сборнике «Жили-были мысли».[3]

## Критика
В 2021 году Реза Ангелов в рецензии на книгу Альберто Мангеля «Искусство чтения», опубликованной в журнале «Неприкосновенный запас», отметил, что в своей работе директор Национальной библиотеки Аргентины как будто, не сговариваясь, вторит украинским кинематографистам (снявшим в 1983 году на студии «Киевнаучфильм» замечательный, по словам Ангелова, мультфильм «Жили-были мысли»), предлагая похожую и такую же увлекательную историю о том, как однажды в древние времена люди научились читать. По утверждению Ангелова, каждый, кто не поленится посмотреть мультфильм «Жили-были мысли», обязательно его запомнит, и, даже, возможно, включит его в список самых любимых.